# Kríjská Wikipedie
Kríjská Wikipedie je verze Wikipedie v kríjštině, která byla založena v roce 2004. V lednu 2022 obsahovala 158 článků a pracovali pro ni 2 správci. Registrováno bylo přes 15 000 uživatelů, z nichž bylo asi 20 aktivních. V počtu článků byla 314. největší Wikipedie.

## Historie
- Srpen 2004 — vytvoření kríjské Wikipedie.
- 28. srpna 2004 — první editace[2]
- 21. března 2009 — 10000 editací [3]
- 28. července 2011 — 20000 editaci[4]
- 8. ledna 2013 — 25000 editací
- Únor 2014 — 100 článků[5]

## Statistiky
Graf návštěvnosti hlavní strany kríjské wikipedie za poslední tři měsíce.
Grafy pro kríjskou wikipedii pro roky 2005-2016.

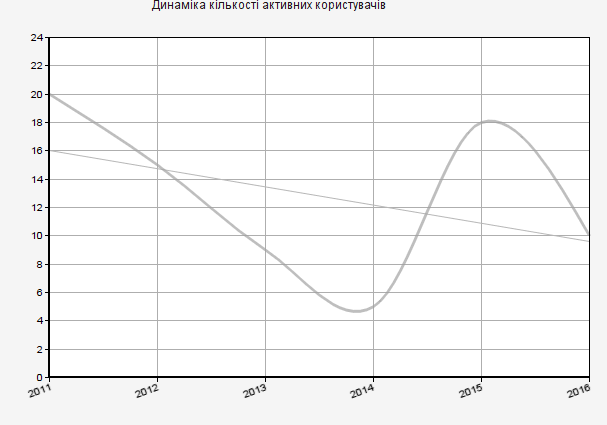
Graf počtu aktivních uživatelů.
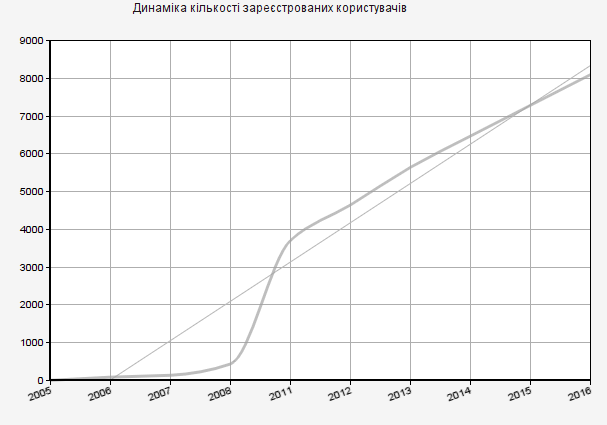
Graf počtu registrovaných uživatelů.
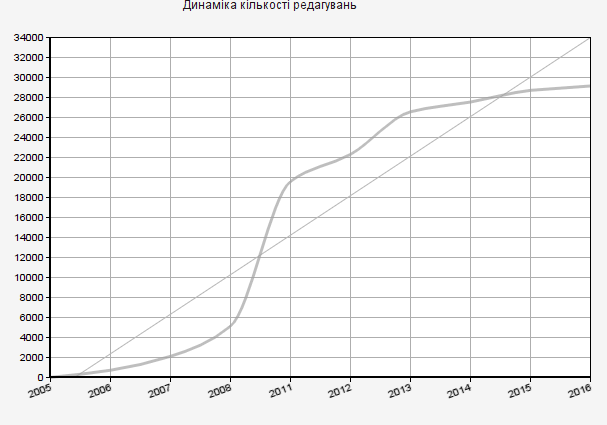
Graf počtu editací.
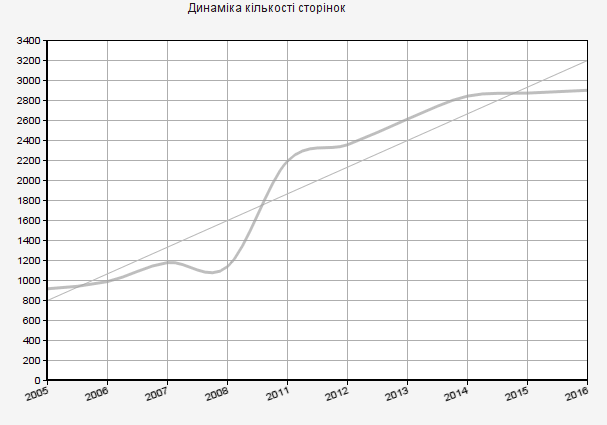
Graf počtu článků.